# Franz Blauensteiner (Schauspieler)
Franz Blauensteiner (* 1952 in Friedberg, Steiermark) ist ein österreichischer Schauspieler, Choreograph, Gastdozent und Trainer u. a. für Kampfkunst sowie Sänger, Regisseur und Autor. Er lernte zunächst Elektromechanik, ließ sich dann aber in Gesang und Schauspiel ausbilden.
Neben überwiegend klassischen Stoffen an österreichischen Bühnen hat Blauensteiner auch als Darsteller, Choreograph und Stuntkoordinator für österreichische und deutsche Fernsehproduktionen gearbeitet, u. a. Jack Holborn, Der Fahnder und Ein Fall für Zwei. Hier wurde er vor allem als Bösewicht besetzt und als solcher auch 1986 in der Rolle des Tokvi-Kava im Stück Halbblut bei den Karl-May-Spielen Bad Segeberg.
1995 gründete er das werkraum Theater in Graz.